# August Maria Bellegarde
August Maria Rudolf hrabě z Bellegarde (německy August Maria Rudolf Emanuel Franz Noyel Graf von Bellegarde, 26. května 1858 Hacking (dnes Vídeň) – 24. února 1929 Velké Heraltice) byl rakouský šlechtic, důstojník, dvořan a velkostatkář. Od mládí sloužil v c. k. armádě, kde dosáhl hodnosti plukovníka. Později působil u císařského dvora ve Vídni, kde řadu let zastával funkci nejvyššího kuchmistra (1897–1916). Mimo aktivní službu ve vojsku byl v roce 1916 povýšen do čestné hodnosti generálmajora. Díky dědictví po otci a první manželce byl majitelem několika velkostatků na Moravě a ve Slezsku (Velké Heraltice, Nový Světlov).

## Životopis

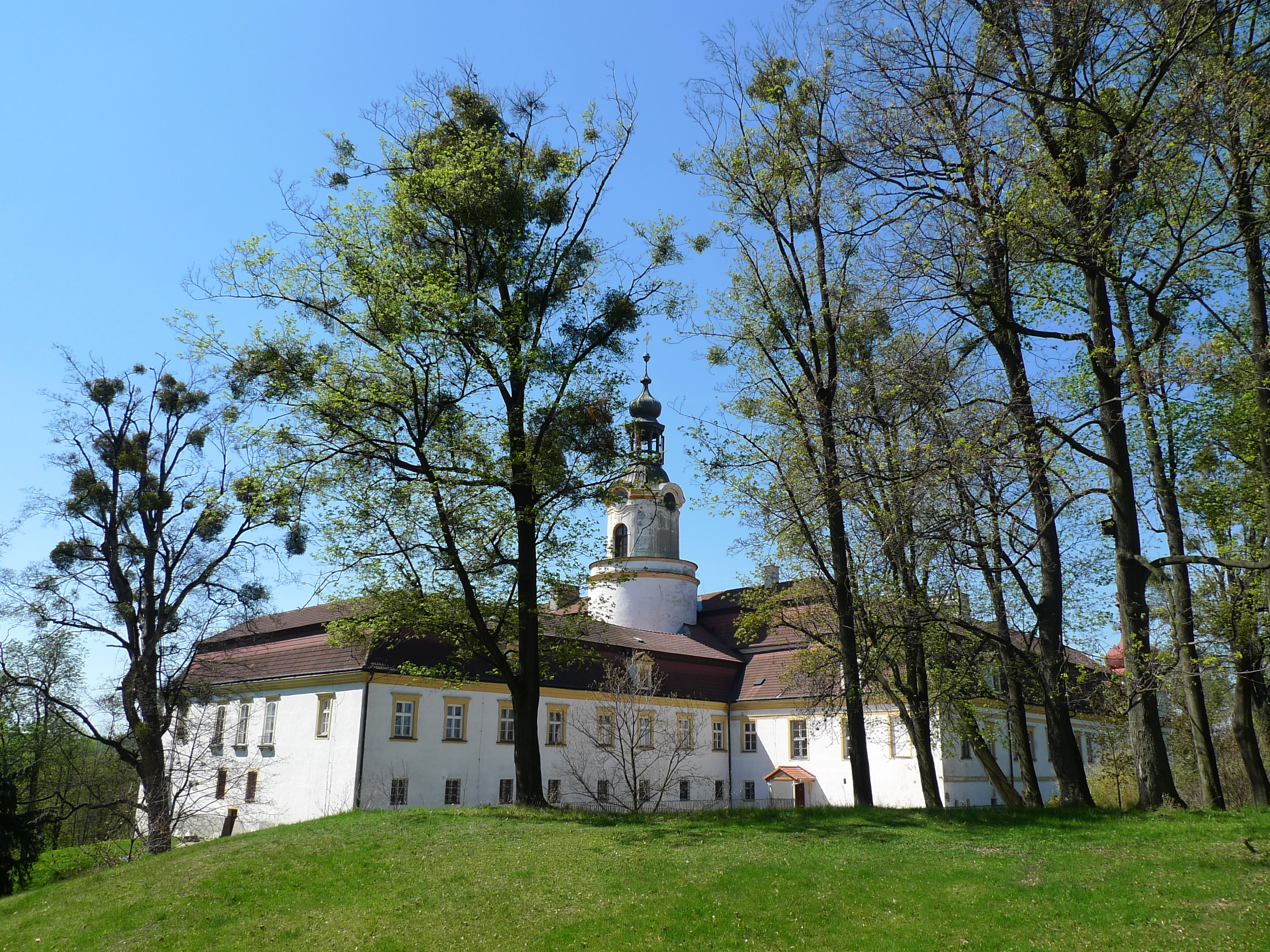
Zámek Velké Heraltice, hlavní rodové sídlo

Pocházel ze starého šlechtického rodu Bellegarde, který se od 18. století uplatňoval ve službách Habsburků. Narodil se jako nejstarší ze čtyř synů hraběte Františka z Bellegarde (1833–1912) a jeho manželky Rudolfiny, rozené Kinské (1836–1899). Po vzoru předků sloužil od mládí v armádě a v roce 1881 získal titul c. k. komořího. Jako  poručík a nadporučík sloužil několik let u 14. pluku dragounů, později byl přidělen ke sboru generálního štábu, kde v roce 1890 dosáhl hodnosti kapitána. V roce 1897 získal hodnost plukovníka, v níž byl téhož roku převeden do zálohy.

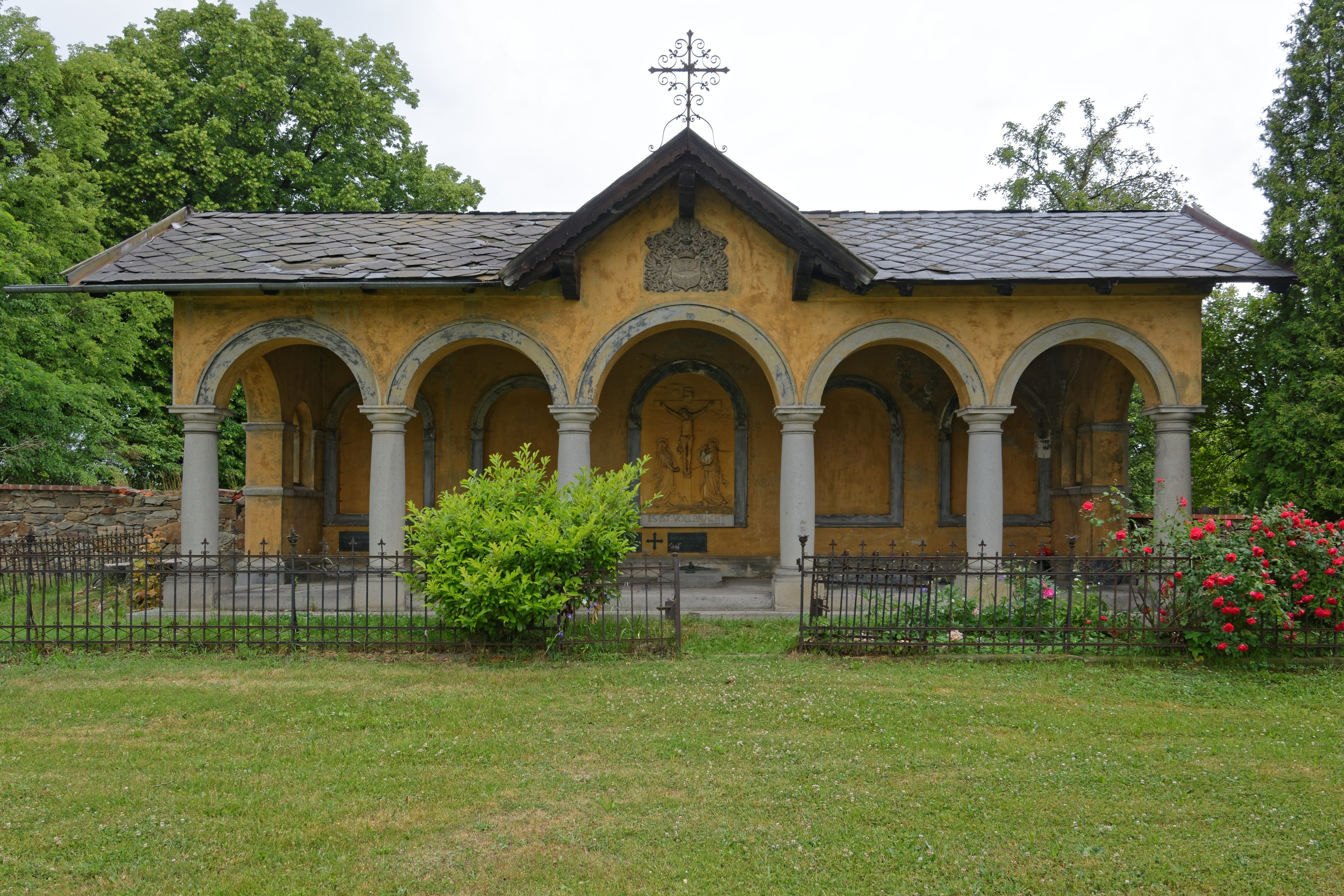
Hrobka rodu Bellegarde ve Velkých Heralticích

Díky rodinným vazbám se připojil k císařskému dvoru, kde bezmála dvacet let zastával funkci nejvyššího kuchmistra (Oberstküchenmeister) Františka Josefa (1897–1916) s platem 4 000 zlatých ročně. Nejvyšší kuchmistr byl podřízen nejvyššímu hofmistrovi, měl hlavní dozor nad císařskou kuchyní (tzv. velká dvorní kuchyně se nacházela ve Švýcarském dvoře paláce Hofburg) a byl zodpovědný za podávání jídel na dvorních slavnostech, plesech nebo diplomatických večeřích často pro několik set hostů. V roce 1898 získal titul c. k. tajného rady s nárokem na oslovení Excelence. V roce 1916 obdržel čestnou hodnost generálmajora, krátce poté po smrti Františka Josefa opustil funkci nejvyššího kuchmistra. Po zániku monarchie se trvale usadil na svém sídle ve Velkých Heralticích, kde krátce předtím proběhly stavební úpravy. Zde také zemřel a je pohřben v rodové hrobce postavené jeho otcem.

## Majetek a rodina

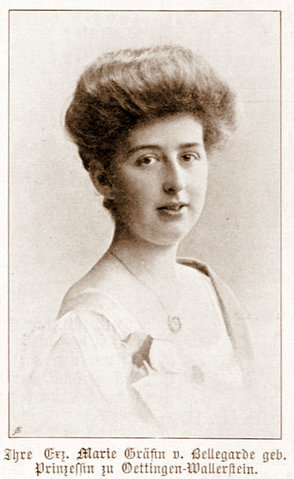
Marie Karolína, rozená princezna Oettingen-Wallerstein (1874–1960), Augustova druhá manželka

Po předčasné smrti první manželky se v roce 1892 stal dědicem velkostatku Nový Světlov – Bojkovice, respektive poručníkem a správcem majetku za nezletilé dcery. K velkostatku patřilo přes 6 500 hektarů půdy, ale byl značně zadlužený. August Bellegarde jej v roce 1906 prodal a následně došlo k častému střídání majitelů. Po otci se v roce 1912 stal majitelem velkostatku Velké Heraltice, ke kterému patřilo 1 802 hektarů půdy a několik průmyslových provozů. Na zámku v Heralticích se August později trvale usadil. 
V roce 1887 se oženil s hraběnkou Henriettou Larisch-Mönnichovou (1867–1892), která byla dědičkou velkostatku Bojkovice-Nový Světlov a stala se dámou Řádu hvězdového kříže. Zemřela tragicky ve věku 25 let, když byla v Bojkovicích cestou na nádraží usmýkána splašeným koněm. August se podruhé oženil v roce 1897 s princeznou Marií Karolínou Oettingen-Wallersteinovou (1874–1960), která byla c. k. palácovou dámou a dámou Řádu hvězdového kříže. Marie Karolína jako vdova pobývala na zámku Velké Heraltice až do druhé světové války, v roce 1945 odešla do Německa a zbytek života strávila na rodovém sídle Oettingenů ve Wallersteinu. Z obou manželství se narodilo celkem sedm dcer. Nejstarší dcera Paulina (1888–1953) byla manželkou Františka Josefa Kinského (1879–1975), majitele velkostatku Kostelec nad Orlicí. Druhá dcera Marie Gabriela (1890–1945) se provdala za hraběte Josefa Hunyadyho (1873–1945), nejvyššího hofmistra císaře Karla I. a majitele rozsáhlých velkostatků v Maďarsku. Tyto dvě sestry byly do roku 1945 společně majitelkami velkostatku Velké Heraltice. Augustovy dcery z druhého manželství (Ernestina, Rudolfina, Marie, Alžběta a Sofie) zůstaly vesměs neprovdané a za druhé světové války působily jako sestry Mezinárodního červeného kříže.
Augustův mladší bratr Rudolf (1862–1937) dosáhl v armádě hodnosti plukovníka a později byl nejvyšším hofmistrem arcivévodkyně Marie Valerie, nejmladší dcery císaře Františka Josefa. Další bratr František Josef (1866–1915) byl aktivním politikem jako poslanec říšské rady a za první světové války zemřel v ruském zajetí.

## Řády a vyznamenání
Jako dlouholetý nejvyšší kuchmistr císařského dvora byl hostitelem významných zahraničních návštěv ve Vídni a díky tomu obdržel řadu vyznamenání od cizích panovníků.
- rytířský kříž Leopoldova řádu (Rakousko-Uhersko)
- Řád železné koruny I. třídy (Rakousko-Uhersko)
- Vojenská záslužná medaile (Rakousko-Uhersko)

- Řád svaté Anny I. třídy (Rusko)
- velkokříž Řádu červené orlice (Prusko)
- velkokříž Řádu koruny (Prusko)
- Řád Medžidie I. třídy (Turecko)
- Řád Osmanie I. třídy (Turecko)
- Řád lva a slunce I. třídy (Persie)
- Řád vycházejícího slunce I. třídy (Japonsko)
- velkokříž Řádu Karla III. (Španělsko)
- velkokříž Leopoldova řádu (Belgie)
- velkokříž Řádu polární hvězdy (Švédsko)
- velkokříž Řádu rumunské koruny (Rumunsko)
- velkokříž Řádu Takova (Srbsko)
- Řád knížete Danila I. (Černá Hora)
- velkokříž Řádu sv. Alexandra (Bulharsko)
- velkokříž Královského řádu za občanské zásluhy (Bulharsko)
- Řád Fridrichův (Württembersko)
- Řád Albrechtův (Sasko)
- Vévodský sasko-ernestinský domácí řád (Sasko)
- Domácí řád vendické koruny (Meklenbursko)
- komandér Řádu svatého Řehoře Velikého (Papežský stát)
- velkodůstojník Královského řádu Viktoriina (Spojené království)